# Право на любовь (фильм, 1977)
«Право на любовь» — советский художественный фильм 1977 года режиссёра Анатолия Слесаренко.

## Сюжет
«Это фильм о революции и о любви», — режиссёр.
Любовь к одной женщине, Революция и Гражданская война разводит по разные стороны баррикад земляков, украинских переселенцев на Дальний Восток. События тех лет вспоминает мистер Гирс, преуспевающий американский бизнесмен, а в то время — Яков, решивший через много лет после событий, перед лицом смерти, вернуться, чтобы быть похороненным в России, считающий, что он имеет «право на любовь» к родной земле…

## В ролях
В главных ролях:
- Андрей Поддубенский — Степан Камышин
- Ирина Шевчук — Христина
- Богдан Ступка — Яков

В остальных ролях:
- Константин Степанков — Василий Камышин
- Валентин Белохвостик — Задорнов
- Фёдор Панасенко — Пётр
- Дмитрий Капка — Курский
- Леонид Слисаренко — Немой
- Александр Гай — Дмитрий Коваль
- Людмила Алфимова — Марфа, переселенка из села Вишеньки
- Наталия Гебдовская — мать Якова
- Неонила Гнеповская — мать Христины
- Николай Юдин — священник
- Константин Артеменко — эпизод
- Осип Найдук — эпизод
- Ольга Петренко — эпизод
- Геннадий Болотов — эпизод